# 大島酒造
大島酒造株式会社（おおしましゅぞうかぶしきがいしゃ、英語: Oshima Shuzou Co., Ltd.）は、日本の焼酎製造業者である。旧社名は長崎大島醸造株式会社（ながさきおおしまじょうぞうかぶしきがいしゃ、英語: Nagasaki Oshima Jozo Co., Ltd.）。

## 概要

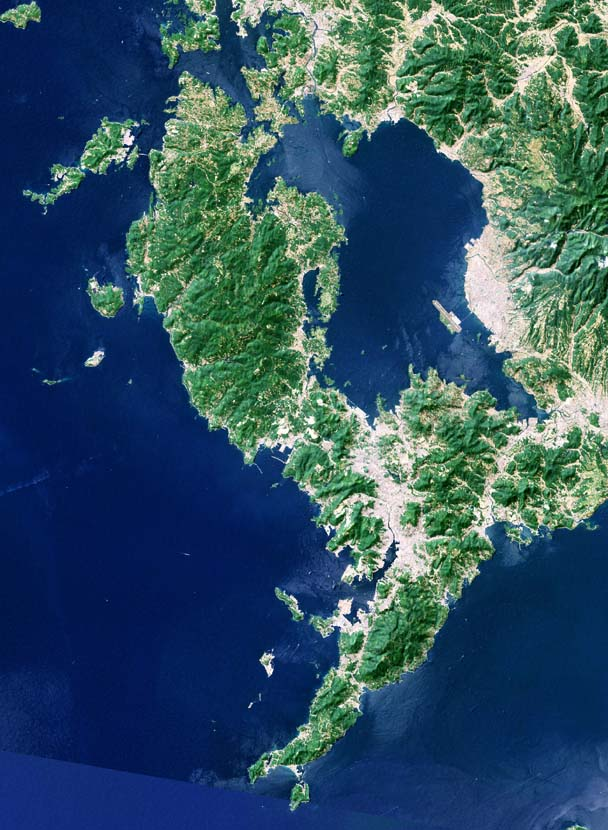
西彼杵半島（中央）と大島

長崎県西海市の大島に所在する焼酎メーカーである。大島は、西彼杵半島から西方4キロメートルの東シナ海上に浮かんでおり、面積12平方キロメートルしかない小さな島である。1999年（平成11年）に大島大橋が開通するまでは、九州との交通手段は船のみという離島であった。
この大島では、古くからサツマイモの栽培が行われていた。サツマイモの品種としては、特に「紅あずま」がさかんに栽培されている。紅あずまは島の特産品として知られるようになり、焼き芋の原料として出荷されていた。このサツマイモについて、焼き芋以外への活用が模索されるようになり、やがて島のサツマイモを使った焼酎の製造が開始された。
第三セクターとして設立された経緯から、株主には地元の有力企業である大島造船所をはじめ、地元の地方公共団体である西海市、大島造船所の親会社であるダイゾー、さらには杵の川、長崎西彼農業協同組合、西海大崎漁業協同組合、吉田屋、今里酒造、福田酒造が名を連ねている。

## 沿革
もともと大島には大島炭鉱が存在し、松島炭鉱が大島鉱業所を設置して採掘にあたっていた。当時の西彼杵郡大島町は炭鉱の町として発展し、鉱業は大島町の財政を支える主要産業の一つであった。しかし、大島炭鉱は1970年（昭和45年）に閉鎖されることになり、大島町では新たな産業の育成が急務となった。大島町役場が企業誘致活動を展開した結果、1973年（昭和48年）に大阪造船所、住友商事、住友重機械工業の出資により島に大島造船所が設立された。
その後、島の産業発展の一環としてサツマイモの活用が模索され、大島造船所などの出資により1985年（昭和60年）3月に大島酒造が設立された。設立当初である1985年度（昭和60年度）の販売実績は麦焼酎600石、芋焼酎50石、売上高は7200万円であった。その後、徐々に規模を拡大していった。2005年（平成17年）に大島町は大瀬戸町、西彼町、西海町、崎戸町と新設合併して西海市となったが、以降も島をはじめとする地元の原料を使用し、地元に根差した経営を続けている。2011年度（平成23年度）の販売実績は麦焼酎1320石、芋焼酎700石となり、売上高は5億9900万円に達した。2012年（平成24年）7月1日、社名を「長崎大島醸造株式会社」から「大島酒造株式会社」に改めた。

## 特徴
大島酒造の芋焼酎の「七輝星」は、2019年（令和元年）時点で取扱店が日本国内で3店のみとされ、入手困難な希少な酒として知られている。
また、愛媛県の焼酎バーの店主は、大島酒造の麦焼酎を飲んで「香りがフルーティで味がまろやか。しかも、二日酔いにならん」と感動し、善意で何百軒もの飲食店に紹介していた。その結果、愛媛県での売上が急伸したことから、大島酒造の社長が店主のもとを訪れた。社長と店主は意気投合し、店主の要望を取り入れた焼酎を造ってもらえることになった。その結果、麦焼酎の「泥亀」と芋焼酎の「泥亀」がそれぞれ誕生した。2019年（令和元年）時点で「泥亀」は年間14万本ペースで売れており、焼酎のプライベートブランドとしては日本国内でトップとなった。
ユニークな商品も展開しており、トマト焼酎の「ルビーの雫」や竹焼酎の「珍竹酎」など珍しい原料を用いた焼酎も製造していた。また、麦焼酎の「男仙一」や芋焼酎の「金本」など、阪神タイガースに因んだ焼酎を展開していた。さらに、佐藤純彌の映画に因んだ麦焼酎と芋焼酎として「男たちの大和」を展開し、阿久悠の楽曲に因んだ麦焼酎として「狂わせたいの」や「勝手にしやがれ」などを展開していた。
また、かつてはビールの製造も手掛けていた。ビールの「ピルスナー」は、2003年（平成15年）にジャパンビアカップ金賞とジャパンビアグランプリ銀賞を受賞している。同じくビールの「デュンケル」は、2003年（平成15年）の国際ビール大賞銀賞や2010年（平成22年）のジャパンアジアビアカップ金賞を受賞している。さらにビールの「デュンケル」で2011年（平成23年）のジャパンアジアビアカップ銅賞を受賞したものの、同年に地ビール事業部は廃止された。

## 賞歴
- 1986年 - 長崎県特産品新作展長崎県知事奨励賞[3]。
- 1987年 - 長崎県民功労賞特別表彰[3]。
- 1994年 - 全国過疎化地域活性化連盟会長賞[3]。
- 1995年 - 福岡国税局酒類鑑評会優等賞[3]。
- 1995年 - 全国過疎化地域活性化連盟会長賞[3]。
- 1999年 - 福岡国税局酒類鑑評会優等賞[3]。
- 2000年 - 福岡国税局酒類鑑評会優秀賞[3]。
- 2003年 - ジャパンビアカップ金賞[3]。
- 2003年 - 国際ビール大賞銀賞[3]。
- 2006年 - 福岡国税局酒類鑑評会優等賞[3]。
- 2008年 - 福岡国税局酒類鑑評会優等賞[3]。
- 2010年 - ジャパンアジアビアカップ金賞[3]。
- 2011年 - ジャパンアジアビアカップ銅賞[3]。

## 主要な製品

### 麦焼酎
- 529[6]
- いつもの奴[6]
- 亦一[6]
- 恋のオランダ坂（麦）[6]
- 一寸先は光[6]

### 芋焼酎
- 磨き大島[7]
- 夜明けは近い[7]
- ちょうちょうさん[7]
- 恋のオランダ坂（芋）[7]
- 星のなる木[7]

### 長期熟成麦焼酎
- 大福帳[8]

### 註釈
1. ↑  長崎県西彼杵郡大島町は、大瀬戸町、西彼町、西海町、崎戸町と新設合併し、2005年に西海市が設置された。
2. ↑  株式会社大阪造船所は、2000年に株式会社ダイゾーに改組された。